# La Red
La Red, també coneguda com a La Red Chilena de Televisión, és un canal de televisió privat a Xile. Va començar a emetre's el 12 de maig de 1991, com la segona cadena de televisió privada a Xile, després de Mega.